# Võ Đức Thu
Võ Đức Thu (1911 – 1964) là một nhạc sĩ nhạc tiền chiến Việt Nam, nổi tiếng qua các ca khúc Quyết tiến, An Phú Đông, và Tống biệt phổ thơ của thi sĩ Tản Đà vào năm 1948.

## Cuộc đời
Nhạc sư Charles Võ Đức Thu sinh năm 1911 tại Sài Gòn trong một gia đình có cha là Võ Đức Điểm, giáo sư Trường La San Taberd, và các người em trai là Võ Đức Tuyết, Võ Đức Phấn, tác giả bài "Cùng Một Kiếp Hoa" , và Võ Đức Hảo, tác giả bài "Có Những Người Anh". Từ khi ông lên 7 tuổi, ông đã được học đàn vĩ cầm và phong cầm qua sự hướng dẫn của một số bạn bè. Năm 1925, ông được theo học lớp dương cầm với một số học sinh ngoại quốc. Với sự hướng dẫn của một giáo viên ngoại quốc, ông đã học đàn và đạt giải danh dự về dương cầm.
Năm 1937, ông bắt đầu dạy dương cầm. Số học trò của ông khá đông và thành danh cho đến ngày nay, trong đó có Nhạc sĩ Nghiêm Phú Phi và Ca sĩ Khánh Ngọc khi mới bước chân vào miền Nam.
Năm 1940, ông lập ban nhạc cho ban Đức trí Thể dục, bao gồm rất nhiều người Việt tham gia. Đến năm 1941, ông mới bắt đầu viết nhạc. Các ca khúc của ông được các nhà xuất bản như Tinh Hoa, An Phú, Huỳnh Lâm, Hương Thu mua bản quyền và xuất bản trong thời gian đó. Những ca khúc nổi bật của ông gồm có bài "Quyết tiến" do Tinh Hoa xuất bản, "Tống biệt" phổ thơ của Tản Đà, và bài "An Phú Đông". Riêng bài "Quyết tiến" đã được chọn làm Đoàn ca của Phong trào Quốc gia Cấp tiến vào những năm 1970.
Những năm 1951 đến năm 1954, ông thường được mời trình tấu nhạc tại Nhà hát lớn Hải Phòng, với Ban hợp ca Thăng Long và Ban Gió Nam. Năm 1956, ban nhạc Bình Minh, gồm Nguyễn Hữu Ba, Nguyễn Phụng và Võ Đức Thu đã được thành lập, ông Võ Đức Thu bắt đầu dạy tại trường Quốc gia Âm nhạc Sài Gòn. Năm 1958, ông viết nhạc phim "Trầu cau" và "Áo dòng đẫm máu" do Hãng phim Mỹ Vân sản xuất. Có năm, ông từng là giám khảo tuyển lựa ca sĩ trên Đài Phát thanh Sài Gòn những năm 1959, bao gồm Thẩm Oánh, Dương Thiệu Tước. và sang Budapest trình diễn dương cầm. Năm 1963, ông có trả lời phỏng vấn trên tạp chí Bách Khoa của nhà văn Nguyễn Ngu Í.
Ông qua đời vào ngày 27 tháng 9 năm 1964 do bệnh gan tại nhà thương Grall. Ông có ba người con trai, Nhạc sĩ Võ Đức Lang, Nhạc sĩ Võ Đức Quý (Nghệ Sĩ Ưu Tú Hoàng Mãnh) người độc tấu piano và là học trò của Thái Thị Liên, và Nhạc sĩ Võ Đức Xuân, nổi tiếng trong làng nhạc trẻ Sài Gòn.

## Tác phẩm[a]
Hòa Tấu Khúc
- Bóng hoàng hôn
- Đêm nơi bưng biền
- Một ngày đã qua[b]
- Việt Nam oán nhạc khúc (độc tấu dương cầm)
- Dạo thuyền trên sông Hương (độc tấu dương cầm)
- Vườn Xuân (độc tấu dương cầm)
- Bẩy biến khúc theo điệu Cò Lả (độc tấu dương cầm)
- Sáu biến khúc theo bài Âu ca Việt Nam (độc tấu dương cầm)
- Bướm Xuân hoà khúc (cho vĩ cầm và dương cầm)
- Đêm trăng hoà khúc (cho vĩ cầm và dương cầm)
- Trên sông Bạch Đằng (hoà tấu khúc)
- Miền Nam khói lửa (hoà tấu khúc)
- Ngày phục hưng (đại tấu khúc cho dương cầm và dàn nhạc)

- Ánh nắng mai
- An Phú Đông
- Bóng Mẹ
- Bình minh ca khúc
- Chiều xuân
- Chiều tàn trên sông vắng (lời Hồ Đình Phương)
- Chiến sĩ bất diệt
- Chân trời mới
- Có chí thì nên
- Công nông hành khúc
- Đàn ai
- Đêm nơi biên cương
- Đoàn người trên biển cả (lời Nguyễn Văn Cao)
- Đồng quê
- Đông về
- Hồn quê
- Hồn nước
- Khúc ca đồng quê
- Lời nguyện ước
- Lòng ta
- Lòng người chinh khách
- Lửa dũng
- Mây thu
- Một ngày thu qua
- Mưa đêm thu
- Mùa hoa thắm
- Mùa xuân mới
- Nhớ ai
- Nhớ người xa vắng
- Ôi ngày hạnh phúc
- Phụ nữ nước Nam
- Ngày xuân
- Sương rơi đêm đông
- Quyết tiến
- Toàn dân Việt Nam
- Tha hương mộ khúc
- Thôn quê bình minh khúc
- Trên cánh đồng
- Trên đường xa
- Tống biệt
- Tiếng trúc đêm khuya
- Xuân dân tộc
- Việt Nam Việt Nam
- Việt Nam tân âm điệu (sách)
- Viễn du
- Vườn xuân